# Vivien Leigh
Vivien Leigh, Nam tước phu nhân Olivier (sinh ngày 5 tháng 11 năm 1913 - mất ngày 8 tháng 7 năm 1967), là một diễn viên điện ảnh người Anh. Bà đã giành được 2 giải Oscar ở hạng mục "Nữ diễn viên chính xuất sắc nhất" nhờ vai diễn người đẹp miền Nam: Scarlett O'Hara trong Cuốn theo chiều gió (1939) và Blanche DuBois trong Chuyến tàu mang tên dục vọng (1951), vai này bà cũng diễn trên sân khấu West End, Luân Đôn.
Bà là một nghệ sĩ thành công rực rỡ, thường cộng tác với chồng, ông Laurence Olivier, đạo diễn một số vai của bà. Suốt 30 năm sự nghiệp, vai diễn của bà rất phong phú, từ những vai chính của Noël Coward và George Bernard Shaw cho tới những nhân vật cổ điển của William Shakespeare như Ophelia, Cleopatra, Juliet và Phu nhân Macbeth.
Được ca tụng về nhan sắc tuyệt vời, Leigh cảm thấy đôi lúc vẻ đẹp gây khó dễ cho bà để trở thành một diễn viên thực thụ, nhưng thực sự sức khoẻ ốm yếu mới là cản trở lớn nhất cho sự nghiệp của bà. Chịu ảnh hưởng của bệnh tâm thần phân liệt trong phần lớn cuộc đời, bà nổi tiếng là khó cộng tác và sự nghiệp lên xuống thất thường. Sức khỏe của bà ngày một xuống dốc vì bệnh lao mãn tính từ giữa những năm 40. Bà và Olivier li dị năm 1960, Leigh hạn chế tham gia phim và kịch cho đến khi qua đời vì bệnh lao năm 1967.
Năm 1999, Vivien Leigh được Viện phim Mỹ (AFI) xếp thứ 16 trong số những nữ minh tinh huyền thoại màn bạc Hollywood vĩ đại nhất mọi thời đại.

## Thời niên thiếu và sự nghiệp ban đầu
Vivian Mary Hartley sinh ra ở Darjeeling, Tây Bengal, Ấn Độ, con của Ernest Hartley, một công chức Anh trong Kỵ binh Ấn Độ và Gertrude Robinson Yackje, chưa rõ thông tin. Họ cưới nhau tại Kensington, London năm 1912. Năm 1917, Ernest Hartley bị điều tới Bangalore, khi Gertrude và Vivian sống ở Ootacamund. Vivian Hartley tham gia nghệ thuật lần đầu tiên năm 3 tuổi, kể chuyện "Little Bo Peep" cho nhóm kịch nghiệp dư của mẹ. Gertrude Hartley cố gắng truyền cho con gái khả năng văn chương, và giới thiệu cho bà về Hans Christian Andersen, Lewis Carroll và Rudyard Kipling, cũng như những câu chuyện Thần thoại Hy Lạp và Chuyện cổ Ấn Độ.

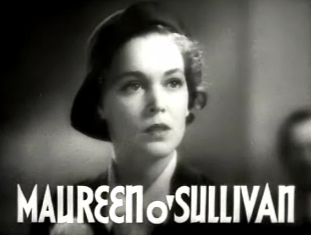
Maureen O'Sullivan trong phim Woman Wanted, 1935

Từ khi còn bé, Vivian Hartley được gửi tới một tu viện ở Roehampton, Anh (nay là trường Woldingham) năm 1920, khi ấy cô bé 6 tuổi rưỡi. Người bạn thân nhất của bà trong trường là diễn viên tương lai Maureen O'Sullivan, người mà bà chia sẻ giấc mơ trở thành "một nghệ sĩ vĩ đại".
Vivian Hartley hoàn thành xong chương trình giáo dục tại châu Âu, quay về với bố mẹ tại Anh. Bà xem một trong những bộ phim của Maureen O'Sullivan được trình chiếu ở London và sau đó tâm sự với bố mẹ rằng muốn trở thành một diễn viên. Cả hai đều rất ủng hộ và giúp bà đến học tại "Viện Hàn lâm Nghệ thuật Hoàng gia Anh" (Royal Academy of Dramatic Art-RADA) ở London.

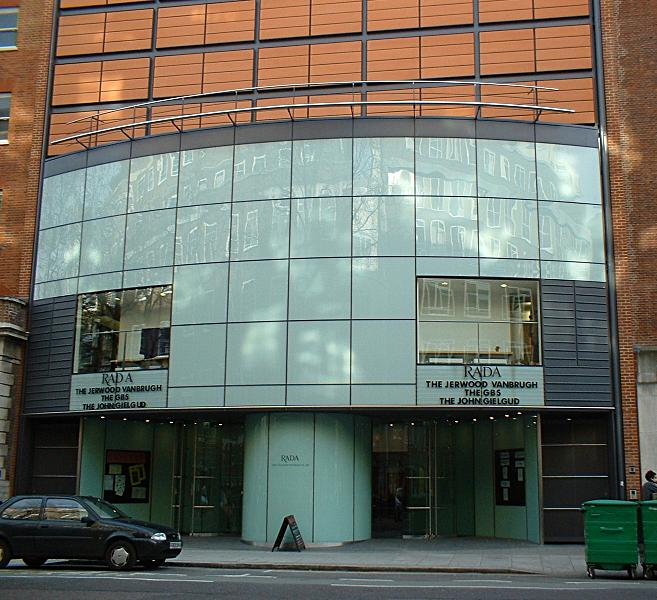
Rạp của RADA tại London

Cuối năm 1931, bà gặp Herbert Leigh Holman, một luật sư 32 tuổi thông minh và lịch lãm. Mặc dù ông không ưa những "người của công chúng", họ vẫn quyết định tiến tới hôn nhân ngày 20 tháng 12 năm 1932, và sau đám cưới bà tốt nghiệp RADA. Vào ngày 12 tháng 12 năm 1933, bà sinh một con gái, Suzanne, nhưng cảm thấy quá bí bách trước cuộc sống nội trợ quanh quẩn trong bốn bức tường. Bạn bè giới thiệu cho bà một vai phụ trong Things Are Looking Up, bộ phim đầu tay của Leigh. Bà thuê một trợ lý, John Gliddon, người nghĩ rằng cái tên "Vivian Holman" không phù hợp với một diễn viên, và sau khi tham khảo gợi ý đó, cái tên Vivien Leigh bất hủ ra đời. Gliddon giới thiệu bà với Alexander Korda như một nữ diễn viên triển vọng, nhưng Korda loại bà vì cho rằng thiếu tiềm năng.
Thành công trong vở kịch The Mask of Virtue năm 1935, Leigh nhận được sự hoan nghênh của giới báo chí và phê bình từ Daily Express, bình luận rằng "ánh sáng chiếu rọi gương mặt cô ấy", đó cũng là lần đầu báo chí đề cập đến tính khí thất thường sau này trở thành đặc trưng của bà.
Nhà thơ John Betjeman cũng viết về bà như một "biểu tượng của thiếu nữ Anh". Korda, chú ý đến sự trình diễn đêm mở màn của bà, thừa nhận sai sót của mình và mời bà ký hợp đồng, tên được sửa là "Vivien Leigh". Bà tiếp tục với kịch nghệ, nhưng khi được Korda chuyển đến nhà hát lớn hơn, Leigh khó có thể điều chỉnh âm vực tương thích, hoặc do có lượng khán giả quá lớn theo dõi, và vở kịch phải kết thúc sớm sau đó. Năm 1960, Leigh dần bắt đầu trở nên khó tính do lần đầu trải qua sự tung hô và danh tiếng quá đột ngột, bà đã thổ lộ: "một số nhà phê bình đã quá ngớ ngẩn khi nhìn nhận tôi như một nghệ sĩ lớn. Và tôi nghĩ quả là ngu xuẩn khi nói vậy, bởi vì thế như đổ gánh trách nhiệm lên tôi, điều mà tôi đơn giản không đủ sức mang. Mất nhiều năm để có đủ những điều mà họ gán tặng từ ban đầu. Tôi cảm thấy điều này quá điên rồ. Tôi sẽ nhớ những lời phê bình này sâu sắc, nhưng không bao giờ hàm ơn chúng" 

## Gặp gỡ Laurence Olivier

Leigh và Laurence Olivier trong phim Fire Over England (1937), sự đóng cặp đầu tiên của họ

Leigh gặp Laurence Olivier- chàng hoàng tử sân khấu của xứ sở sương mù - trong The Mask of Virtue, và tình bạn bắt đầu sau khi ông chúc mừng vai diễn của bà. Khi đóng cặp tình nhân trong Fire Over England (1937), Olivier và Leigh cùng bị ngọn lửa tình thiêu đốt mãnh liệt, và sau khi bộ phim kết thúc, họ bắt đầu yêu nhau. Olivier lúc này đang trong hôn nhân với nữ diễn viên Jill Esmond. Suốt thời gian đó, Leigh đọc tiểu thuyết Cuốn theo chiều gió của Margaret Mitchell và bà quản lý người Mĩ giới thiệu bà với David O. Selznick, đang có kế hoạch chuyển thể bộ tiểu thuyết này lên màn ảnh rộng. Bà gây chú ý với báo giới khi tuyên bố: "Tôi sẽ diễn Scarlett O'Hara" và C. A. Lejeune nhà phê bình phim The Observer có một cuộc nói chuyện mà Leigh "làm mọi người choáng váng" với yêu cầu rằng "Olivier sẽ không đóng Rhett Butler nhưng tôi sẽ đóng Scarlett O'Hara. Chờ rồi xem."
Leigh diễn vai Ophelia cùng Hamlet Olivier tại Old Vic Theatre, và Olivier thấy lại được phong độ vốn có của bà cũng như sự thay đổi chóng mặt từ lúc chuẩn bị cho tới khi lên sân khấu. Không có lý do rõ ràng, bà liên tục trêu chọc ông trước khi bất thần rơi vào im lặng và chú mục vào khoảng không. Bà có khả năng diễn không vấp váp chút gì, hệt như đã hóa thân thành nhân vật, và đến hôm sau mọi thứ lại trở lại bình thường mà không vương vấn chút hồi ức nào. Đó là lần đầu tiên Olivier biết được những nét tính cách đó ở bà. Họ bắt đầu chung sống, trong khi vợ và chồng hợp pháp của họ đều từ chối li dị.
Leigh xuất hiện cùng Robert Taylor, Lionel Barrymore và Maureen O'Sullivan trong A Yank at Oxford (1938), bộ phim đầu tiên bà tham gia ở Mĩ. Suốt quá trình làm phim, bà ngày càng nổi tiếng vì khó tính và vô lý, đến nỗi Korda gián tiếp cảnh báo rằng danh tiếng của bà sẽ không duy trì được nếu cách ứng xử không được cải thiện. Vai diễn tiếp theo của bà trong St. Martin's Lane (1938), đóng cặp cùng Charles Laughton.

## Giấc mộng Scarlett O'Hara
Olivier luôn cố gắng mở rộng sự nghiệp của mình. Mặc dù thành công rực rỡ tại Anh, ông không được biết đến ở Mĩ và sự tấn công vào thị trường Mĩ sớm thất bại. Vì vai diễn Heathcliff trong Đồi gió hú 1939 của hãng Samuel Goldwyn, ông chuyển đến Hollywood, bỏ lại Leigh ở London. Goldwyn và đạo diễn William Wyler mời Leigh tham gia vai phụ Isabella, nhưng bà từ chối vì nếu diễn sẽ chỉ diễn Cathy, vai đã được ấn định cho Merle Oberon.

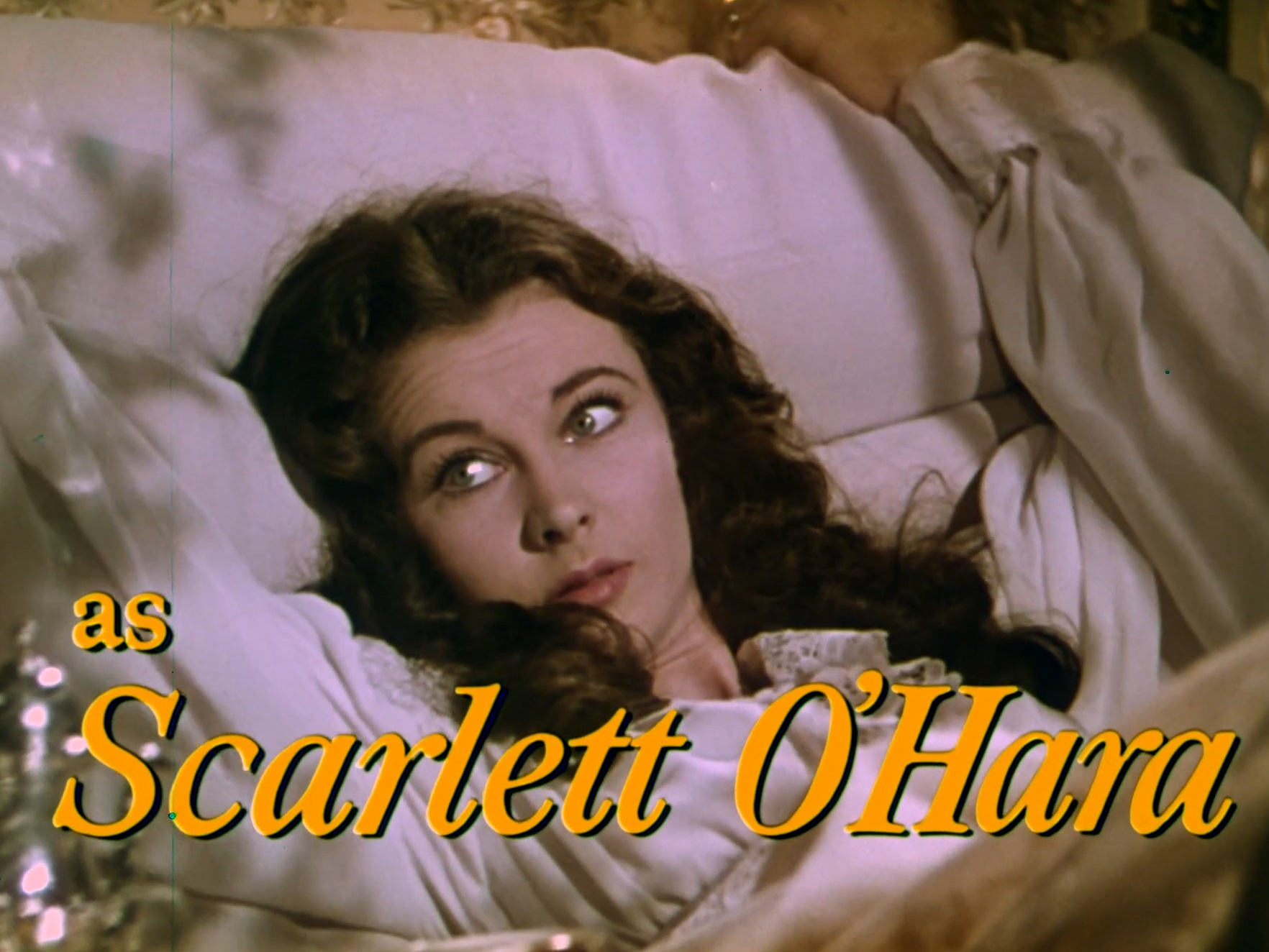
Leigh trong Cuốn theo chiều gió(1939)

Hollywood lúc đó sôi sục trong cuộc săn lùng Scarlett O'Hara trong phim Cuốn theo chiều gió (phim) 1939 của hãng David O. Selznick. Quản lý của Leigh, anh em của David Selznick, đề cử bà vào vai Scarlett. Tháng đó, ông đã xem bà diễn trong Fire Over England và A Yank at Oxford, và từ lúc đó bà trở thành ứng cử viên cho vai diễn. Từ tháng hai đến tháng tám, Selznick quảng cáo tất cả hình ảnh của bà, và đến tháng 8 ông thoả thuận với Alexander Korda cho vai diễn của bà năm tới. 18 tháng 10, Selznick viết trong một lá thư bí mật cho đạo diễn George Cukor, "I am still hoping against hope for that new girl."

Leigh chuyển tới Los Angeles, có vẻ như để đoàn tụ cùng Olivier. Khi Myron Selznick, người cũng đại diện cho Olivier, gặp Leigh và ngay lập tức cảm thấy bà có thể đạt được tiêu chuẩn của người anh trai David O. Selznick đang kiếm tìm. Myron Selznick đưa Leigh và Olivier tới phim trường Atlanta Depot và giới thiệu Leigh. Ngày hôm sau,Leigh đọc một đoạn kịch bản cho Selznick, người tổ chức tuyển chọn và viết cho vợ anh: "She's the Scarlett dark horse and looks damn good. Not for anyone's ear but your own: it's narrowed down to Paulette Goddard, Jean Arthur, Joan Bennett and Vivien Leigh". Đạo diễn George Cukor tán thành và khen ngợi "nét hoang dại lạ lùng" của Leigh.
Quá trình làm phim có khó khăn với Leigh; Cukor bị sa thải và thay thế bằng Victor Fleming, người mà Leigh không ưa và thường xuyên tranh cãi. Bà và Olivia de Havilland thường bí mật gặp Cukor ban đêm và cuối tuần để tìm lời khuyên về diễn xuất. Bà khá thân với Clark Gable cùng vợ ông Carole Lombard và cả de Havilland, nhưng lại xung đột gay gắt với Leslie Howard, người mà bà bị buộc phải đóng vài pha tình cảm. Thêm vào đó, bà thường bị bắt làm việc suốt cả tuần, về nhà lúc tối mịt và bị nỗi nhớ Olivier - hiện đang ở New York- dày vò. Bà viết cho chồng cũ Leigh Holman, "Tôi căm thù Hollywood [...] Tôi sẽ không bao giờ quen được với nó. Đóng phim đáng ghét biết chừng nào."
de Havilland bênh vực Leigh khi bà bị lên án vì tính tình thất thường và kênh kiệu suốt quá trình quay. Bà phát biểu: "Vivien là một sự hoàn hảo. Nhưng cô ấy luôn bị áp lực bởi nhiều phía: phải diễn tốt một vai kinh điển như Scarlett và xa cách Larry (Olivier) đang ở tận New York."
Cuốn theo chiều gió mang lại cho Leigh danh tiếng đỉnh điểm, nhưng bà phát biểu, "Tôi không phải một ngôi sao, tôi là một nghệ sĩ. Là một ngôi sao, hoặc gần như một ngôi sao, đồng nghĩa với cuộc sống hào nhoáng ngắn ngủi, sống vì những giá trị ảo tưởng và sống cho công chúng. Còn một nghệ sĩ thì sống vì nghệ thuật và lúc nào cũng có những vai diễn kinh điển chờ đón."
Trong 10 giải Osca cho Cuốn theo chiều gió, Leigh giành được giải nữ diễn viên chính xuất sắc nhất, và đạt luôn Giải thưởng phê bình New York cho nữ diễn viên xuất sắc nhất.

## Thời gian hôn nhân với Olivier

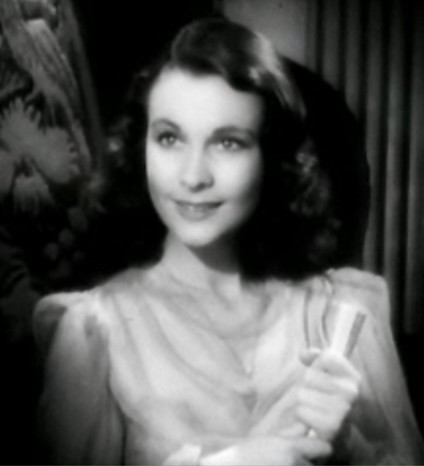
Waterloo Bridge (1940)

Tháng 2 năm 1940, Jill Esmond đồng ý li dị Olivier, và Holman cũng li dị Leigh, mặc dù ông vẫn là người vô cùng quan trọng trong đời bà. Esmond được quyền giám hộ Tarquin, con trai với Olivier, và Holman dược quyền nuôi Suzanne, con gái với Leigh. Ngày 30 tháng 8 năm 1940, Olivier và Leigh kết hôn tại Santa Barbara, California, trong một hôn lễ chỉ có mặt 2 nhân chứng, Katharine Hepburn và Garson Kanin.
Leigh hi vọng được đóng cặp cùng Olivier trong Rebecca của đạo diễn Alfred Hitchcock và Olivier thủ vai chính, nhưng sau khi xem diễn xuất của bà, Selznick được Hitchcock và cố vấn của Leigh, George Cukor góp ý rằng "cô ta có vẻ không tương xứng về tuổi tác, sự thật thà, trong sáng". Selznick cũng thấy rằng bà chẳng chút hứng thú với vai này cho đến khi Olivier chính thức nhận vai chính. Ông cũng không cho bà và Olivier cùng tham gia Kiêu hãnh và Định kiến  (1940), và Greer Garson đã diễn vai Leigh đang nhắm tới. Waterloo Bridge (1940) ban đầu hội tụ cả Olivier và Leigh; tuy nhiên, Selznick thay Olivier bởi Robert Taylor, sau đó là nam diễn viên nổi tiếng nhất của Metro-Goldwyn-Mayer. Sự quảng bá rầm rộ tên tuổi Leigh phản ánh khởi điểm của bà tại Hollywood, và mặc dù rất miễn cưỡng diễn khi thiếu Olivier, bộ phim không chỉ nổi tiếng với khán giả và giới phê bình mà sau đó cũng trở thành bộ phim yêu thích của bà.
Bà và Olivier cùng dàn dựng Romeo và Juliet trên sân khấu Broadway. Trong khi đó, công chúng New York xôn xao về vụ ngoại tình của Olivier và Leigh trước hôn nhân và nghi ngờ về đạo đức của họ khi không trở lại Tổ quốc để đóng góp trong Thế chiến II; giới phê bình cũng phản đối sự thiếu cộng tác trong quá trình làm phim của họ. Brooks Atkinson của New York Times viết, "Mặc dù bà Leigh và ông Olivier đều trẻ trung và xinh đẹp nhưng họ chẳng mấy khi diễn hết mình". Dự án hai người theo đuổi nhanh chóng thất bại.
Họ đóng Bà Hamilton  (1941) với Olivier vai Horatio Nelson và Leigh vai Emma Hamilton. Đó là một trong những bộ phim tình cảm Hollywood xoay quanh giới thượng lưu Anh và nhắm vào công chúng Mĩ. Bộ phim nổi tiếng tại Mĩ và cũng thành công ở Liên Xô. Winston Churchill đã tổ chức một bữa tiệc có cả Franklin D. Roosevelt và trong diễn văn kết thúc, ông nói "Quý vị, tôi nghĩ bộ phim này làm hài lòng các vị, nó đã phản ánh chân thực những sự kiện như những gì chúng ta đang tham dự". Vợ chồng Olivier trở thành diễn viên yêu thích của Churchill, được tham dự những bữa tối và thỉnh thoảng cả những lúc thư giãn của ông. Ông nhận xét về Leigh "Với Zeus, bà ấy là tảng xi măng "
Vợ chồng Olivier trở lại Anh, và Leigh công diễn khắp Bắc Phi năm 1943, trước khi mắc chứng sốt và ho liên miên. Năm 1944, bà được chẩn đoán nhiễm lao ở phổi trái, nhưng sau vài tuần nằm viện, bà lại xuất hiện trước công chúng. Đến mùa xuân, đang đóng phim Caesar và Cleopatra (1945) Leigh phát hiện mình có thai, nhưng sẩy thai ngay sau đó. Bà rơi vào suy sụp và đạt tới đỉnh điểm khi liên tục hành hạ Olivier cả về tinh thần và thể xác cho đến khi bà xảy chân ngã từ trên lầu xuống. Đó là một trong những triệu chứng đầu tiên của bệnh rối loạn tâm thần. Olivier bắt đầu nhận ra bệnh hiếu động thái quá định kì của Leigh do tuyệt vọng và trầm cảm. Sau đó Leigh không còn ký ức gì về các vụ việc này, nhưng bà tỏ ra xấu hổ và hối hận sâu sắc.
Bà đủ sức đóng phim trở lại năm 1946, trongThe Skin of Our Teeth của hãng phim nổi tiếng London Thornton Wilder, nhưng lần này cũng như một số phim trước, Caesar and Cleopatra (1945) và Anna Karenina (1948), không mấy thành công.
Năm 1947 Olivier được phong tước hiệp sĩ, và Leigh cùng ông tới Điện Buckingham dự lễ sắc phong. Bà trở thành Phu nhân Olivier, và sau khi li dị, bà vẫn là cựu hiệp sĩ phu nhân, Vivien, Phu nhân Olivier 

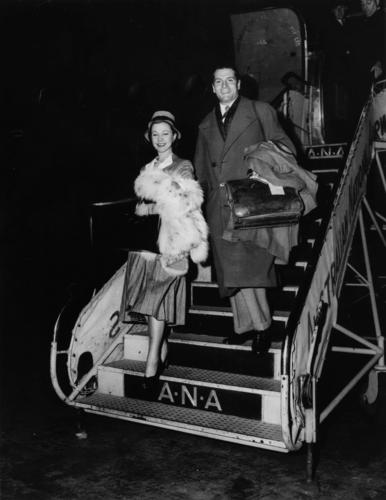
Olivier và Leigh trong chuyến đi tới Brisbane, Australia, tháng 6 năm 1948

Năm 1948 Olivier ở trong ban đạo diễn của rạp Old Vic, ông và Leigh lên tàu cho chuyến đi Australia và New Zealand để gây quỹ cho nhà hát. Suốt 6 tháng, Olivier diễn vở Richard III, diễn cùng Leigh trong The School for Scandal và The Skin of Our Teeth. Chuyến lưu diễn là một thành công vang dội quốc tế, mặc dù Leigh luôn cảm thấy khó ở vì chứng mất ngủ và để người đóng thế một tuần trong khi ốm. Thành viên đoàn sau đó đã kể lại những lần xô xát của cặp đôi khi Leigh không chịu lên sân khấu. Olivier tát bà và Leigh tát trả rồi chửi rủa ông trước khi mở màn. Kết thúc chuyến đi, cả hai kiệt sức và ngã bệnh, và Olivier nói với cánh nhà báo, "Các bạn có thể không biết, nhưng các bạn đang nói chuyện với hai xác chết biết đi". Sau đó ông nói rằng ông đã "đánh rơi Vivien" ở Australia.

## Chuyến tàu mang tên dục vọng
Leigh nhận vai Blanche DuBois trong Chuyến tàu mang tên dục vọng ở sân khấu West End, nhà sản xuất Tennessee Williams, sau khi Williams và đạo diễn Irene Mayer Selznick xem diễn xuất của bà trong The School for Scandal và Antigone, nhưng Olivier bị rút quyền biên kịch. Chứa đựng các cảnh cưỡng dâm và pha lẫn cả luyến ái đồng giới, vở kịch bị đưa ra tranh cãi, điều đó làm Leigh lo lắng nhưng bà vẫn vô cùng tin tưởng vào vai diễn. 

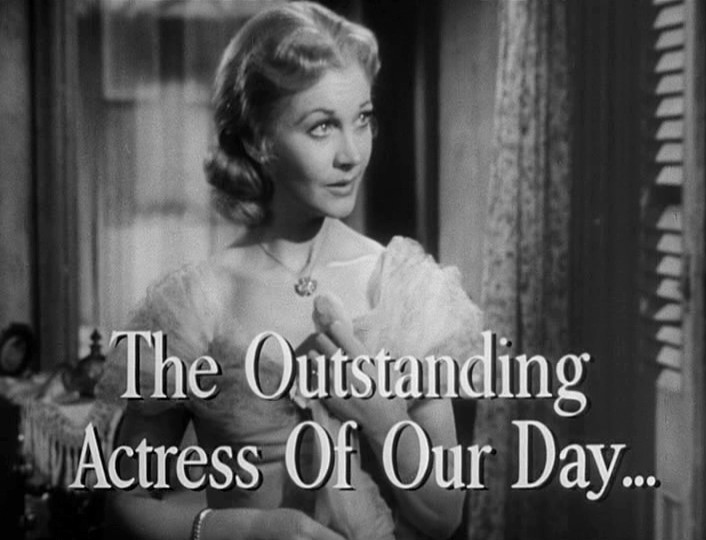
Vai Blanche DuBois, phim Chuyến tàu mang tên dục vọng (phim).

Khi hãng West End mở màn "chuyến tàu" tháng 10 năm 1949, J. B. Priestley lên án kịch liệt diễn xuất của Leigh, và nhà phê bình Kenneth Tynan nhận xét rằng Leigh đã quá đuối vì đáng lý ra diễn viên Anh phải có "khả năng điều khiển cảm xúc trên sân khấu rất tuyệt". Olivier và Leigh rất thất vọng rằng vai diễn đã thành công về thương mại hơn là nghệ thuật vì khán giả đều nghĩ đây là một câu chuyện tục tĩu hơn là tấn thảm kịch, nhưng vở kịch cũng có người ủng hộ mạnh mẽ, đó là Noël Coward, người luôn miêu tả Leigh như "một sự mĩ lệ hoàn toàn"
Sau 326 lần công diễn, vở kịch kết thúc. Tuy nhiên, Leigh bắt đầu ngay với bản phim Chuyến tàu mang tên dục vọng, đạo diễn Elia Kazan, vai nam chính Marlon Brando. Bà khá thân với Marlon Brando nhưng lại gặp khó dễ với đạo diễn Elia Kazan, người không đánh giá cao sự nghiệp của Leigh. Ông nhận xét rằng "cô ta có một tài năng xoàng xĩnh", nhưng từ khi bắt đầu cùng làm việc, ông bắt đầu thừa nhận hoàn toàn "đó là một thùng thuốc nổ mãnh liệt và vượt trội bất cứ nữ diễn viên nào tôi từng biết. Bà ta sẵn sàng lê chân vào những mảnh chai vỡ nếu nghĩ rằng điều đó có lợi cho diễn xuất."
Bộ phim thành công vang dội, và Leigh giành được giải Osca cho nữ diễn viên xuất sắc nhất, giải BAFTA cũng như giải NYFCC cho nữ diễn viên xuất sắc nhất. Nhận được vô vàn những lời khen ngợi nhưng trong vài năm sau, Leigh nói rằng Blanche DuBois "đẩy tôi đến đỉnh điểm của điên loạn."

## Bệnh tật triền miên
Năm 1951, Leigh và Olivier diễn hai vở về Cleopatra, Antony and Cleopatra của Shakespere và Caesar and Cleopatra của George Bernard Shaw luân phiên các đêm và nhận được phản hồi tốt đẹp. Họ tham gia một hãng phim New York, nơi họ đã diễn một mùa tại rạp Ziegfeld năm 1952. Các ý kiến tại đây hoàn toàn rõ ràng, nhưng nhà phê bình Kenneth Tynan nổi giận khi ông cho rằng tài năng xoàng xĩnh của Leigh buộc Olivier phải thoả hiệp. Lời chỉ trích của Tynan gần như làm mọi thứ sụp đổ; Leigh, kinh hoàng vì thất bại nhưng vẫn quyết tâm tìm kiếm sự vĩ đại, để tâm đến nhận xét của ông, trong khi phớt lờ ý kiến của những nhà phê bình khác.
Tháng 1 năm 1953, Leigh tới Sri Lanka cho phim Elephant Walk với Peter Finch. Sau một thời gian ngắn, bà lâm vào suy sụp, và Paramount Pictures thay thế bà bởi Elizabeth Taylor. Olivier ở bà về Anh, những lúc tỉnh táo, Leigh nói với ông rằng bà đã yêu Finch, và đã có quan hệ với ông ta. Nhiều bạn bè của nhà Olivier đã biết chuyện. David Niven nói bà "quá, quá điên rồ", và trong nhật ký Noel Coward bày tỏ sự ngạc nhiên bởi " mọi thứ đã trở nên tồi tệ và ngày một tệ hơn từ những năm 1948"
Leigh lấy lại phong độ để diễn The Sleeping Prince cùng Olivier năm 1953, và năm 1955 diễn một mùa ở Stratford-upon-Avon với các tác phẩm của Shakespeare: Đêm thứ mười hai, Macbeth và Titus Andronicus. Họ diễn tại những ngôi nhà lớn trong thành phố và gây được ấn tượng tốt, sức khoẻ Leigh có vẻ trở nên ổn định. Noël Coward thành công với vở Bong bóng biển Nam, và Leigh vào vai chính, nhưng bà mang thai và rút lui. Vài tuần sau, Leigh sẩy thai và rơi vào trầm cảm nhiều tháng trời sau đó. Bà rủ Olivier cho một tour châu Âu với Titus Andronicus, nhưng đã bị gạt bỏ vì sự phản đối dữ dội từ Olivier và các thành viên của đoàn. Sau khi trở về London, chồng cũ của bà Leigh Holman, người vẫn có ảnh hưởng lớn với bà, đến sống cùng nhà Oliviers và giúp bà trấn tĩnh tinh thần.
Năm 1958, sau khi quyết định bỏ dở cuộc hôn nhân, Leigh bắt đầu quan hệ với diễn viên Jack Merivale, người hiểu rất rõ thể trạng của bà và đã thầm mơ ước bà suốt nhiều năm trời. Ông cam đoan với Olivier là sẽ chăm sóc Leigh cẩn thận. Leigh đã gặt hái thành công với vở hài kịch năm 1959 của Noël Coward Takes care of Lulu, và giới phê bình trên The Times nói về bà: "đẹp, tươi mát và thực tế, cô ấy luôn là chủ nhân của mọi tình huống."
Năm 1960, bà và Olivier li dị, sau đó Olivier cưới nữ diễn viên Joan Plowright.

## Những năm cuối đời và cái chết

Leigh năm 1958

Vivien Leigh vẫn chung sống cũng Jack Merivale. Người chồng đầu tiên, Leigh Holman, cũng dành nhiều thời gian cho bà. Merivale đã cùng bà diễn một tour qua Australia, New Zealand và Mĩ La tinh kéo dài từ tháng 7 năm 1961 đến tháng 5 năm 1962, và Leigh giành được thành công vang dội cho dù Olivier không ở bên chia sẻ hào quang sân khấu cùng bà. Tuy rơi vào trầm cảm triền miên, bà vẫn tiếp tục diễn kịch và năm 1963 giành được giải Giải Tony cho nữ diễn viên xuất sắc nhất trong phim âm nhạc Tovarich. Bà cũng xuất hiện trong loạt phim Mùa xuân thành Roma của bà Stone (1961) và The ship of fool (1965).
Tháng 5 năm 1967, Leigh lại phát bệnh nhưng có vẻ đỡ hơn sau vài tuần. Đêm 7 tháng 7, Merival để bà ở nhà như thường lệ, để đi diễn một vở kịch, và trở lại nhà khoảng nửa đêm. Ba mươi phút sau khi về nhà (ngày 8 tháng 7), ông trở vào phòng ngủ và nhận ra Leigh đang nằm sóng sượt trên sàn nhà. Bà định đi vào phòng tắm nhưng đột ngột tràn dịch phổi nên đã ngã quỵ và tắt thở. Merivale liên lạc cho Olivier, đang điều trị ung thư tại bệnh viện gần đó. Olivier đã giúp Merivale cử hành tang lễ.
Bà được hoả táng tại nhà hoả thiêu Golders Green, và tro được rải trong hồ nước tại gia cư ở Tickerage Mill, gần Blackboys, Đông Sussex, Anh. Lễ cầu siêu thực hiện ở St Martin-in-the-Fields, với lời tiễn đưa của John Gielgud. Tại Mĩ, bà trở thành diễn viên đầu tiên được tưởng niệm bởi "Những người bạn thư viện ở Đại học Nam California". Lễ tưởng niệm được thực hiện như lễ cầu nguyện, với đôi nét về thân thế và sự nghiệp và sự hồi tưởng của những đồng nghiệp như George Cukor.

## Đánh giá
Vivien Leigh luôn được coi là một trong những diễn viên đẹp nhất của thời đại, và mọi đạo diễn đều ấn tượng với phần lớn các phim của bà. Khi được hỏi liệu bà có tin vẻ đẹp rực rỡ là một lợi thế, bà trả lời: "mọi người nghĩ rằng nếu bạn có nhan sắc, bạn không thể diễn xuất, và vì tôi chỉ quan tâm đến diễn xuất, tôi nghĩ vẻ đẹp chỉ có thể là một lợi thế tuyệt vời nếu bạn thực sự mong được giống vai bạn diễn, điều không phải bao giờ cũng giống bạn "
George Cukor đánh giá Leigh là một "diễn viên hoàn hảo, vượt qua nhan sắc ", và Laurence Olivier nói các nhà phê bình sẽ " tin rằng bà là một diễn viên thực sự chứ không bao giờ thiên vị vì nhan sắc tuyệt vời ấy ".

## Giải thưởng và đề cử
| Năm  | Giải thưởng | Phim                         |
| ---- | --- | ---------------------------- |
| 1939 | Giải Oscar cho nữ diễn viên chính xuất sắc nhất Giải của Hội phê bình phim New York cho nữ diễn viên xuất sắc nhất | Cuốn theo chiều gió          |
| 1951 | Giải Oscar cho nữ diễn viên chính xuất sắc nhất Giải BAFTA cho nữ diễn viên chính xuất sắc nhất Giải Quả cầu vàng cho nữ diễn viên phim chính kịch xuất sắc nhất (đề cử) Giải của Hội phê bình phim New York cho nữ diễn viên xuất sắc nhất Liên hoan phim Venezia - Volpi Cup | Chuyến tàu mang tên dục vọng |
| 1963 | Giải Tony cho nữ diễn viên chính xuất sắc nhất trong phim âm nhạc | Tovarich (phim âm nhạc)      |

Được Viện phim Mỹ bầu chọn:
- Danh sách 100 ngôi sao điện ảnh của Viện phim Mỹ #16
- Danh sách 100 câu thoại đáng nhớ trong phim của Viện phim Mỹ với 3 câu thoại

1. "After all, tomorrow is another day!" (Scarlett O'Hara - Cuốn theo chiều gió #31
2. "As God is my witness, I'll never be hungry again." (Scarlett O'Hara - Cuốn theo chiều gió #59
3. "I have always depended on the kindness of strangers." (Blanche duBois - Chuyến tàu mang tên dục vọng) #75